# کارستن ولف
کارستن ولف (انگلیسی: Carsten Wolf؛ زادهٔ ۲۶ اوت ۱۹۶۴) دوچرخه‌سوار اهل آلمان است.
وی در مسابقات کشوری و بین‌المللی در مجموع برندهٔ ۱ مدال طلا، ۱ مدال نقره شده‌است.